# Artinsches Reziprozitätsgesetz
Das Artinsche Reziprozitätsgesetz (nach Emil Artin) umfasste historisch gesehen alle schon vorher bekannten Reziprozitätsgesetze wie das quadratische Reziprozitätsgesetz. Es besagt, dass ein Quotient einer verallgemeinerten Idealklassengruppe einer abelschen Körpererweiterung isomorph zur Galoisgruppe dieser Erweiterung ist. 
Das Artinsche Reziprozitätsgesetz ist ein wesentlicher Schritt auf dem Weg zur Lösung des neunten Hilbertschen Problems und wird wegen seiner Bedeutung auch Hauptsatz der Klassenkörpertheorie genannt.
Genauer kann man es wie folgt formulieren:
{\displaystyle I({\mathfrak {m}})/P_{\mathfrak {m}}{\mathfrak {N}}({\mathfrak {m}})\simeq G(K/k)}
Dabei ist {\displaystyle I({\mathfrak {m}})} die Menge der zu dem Erklärungsmodul {\displaystyle {\mathfrak {m}}} teilerfremden Ideale von {\displaystyle k}, {\displaystyle {\mathfrak {N}}({\mathfrak {m}})} die Gruppe der Normen von gebrochenen Idealen in {\displaystyle K} teilerfremd zu {\displaystyle {\mathfrak {m}}} und {\displaystyle P_{\mathfrak {m}}} die Untergruppe von {\displaystyle P} (Gruppe der gebrochenen Hauptideale), die aus den gebrochenen Hauptidealen {\displaystyle (\alpha )} besteht mit {\displaystyle \alpha \in k_{\mathfrak {m}}}, wobei {\displaystyle k_{\mathfrak {m}}} eine Untergruppe der Einheitengruppe {\displaystyle k^{\times }} ist. Der Erklärungsmodul {\displaystyle {\mathfrak {m}}} muss dabei durch alle verzweigten Primideale teilbar sein.
Adeletheoretisch kann man es so formulieren:
{\displaystyle H^{3}(G(K/k),\mathbb {A} _{K})\simeq G(K/k)}